# Reince Priebus
Reinhold Richard Priebus, dit Reince Priebus, né le 18 mars 1972 à Dover (New Jersey), est un avocat et homme politique américain. Président du Comité national du Parti républicain de 2011 à 2017, il devient à cette date chef de cabinet de la Maison-Blanche dans l'administration du président Donald Trump, avant de démissionner moins de sept mois après sa prise de fonction.

## Biographie
Priebus reçoit un diplôme en droit à l'université de Miami en 1998. Il travaille ensuite dans un cabinet d'avocats à Milwaukee, dans le Wisconsin.

### Carrière politique
En 2004, Priebus est investi par le Parti républicain pour un siège au Sénat du Wisconsin, dans le 22e district de l'État (Kenosha). Il perd face au sortant Robert Wirch, candidat du Parti démocrate, par 48 % des voix contre 52 %.
Le 19 janvier 2007, Priebus est élu président du Parti républicain du Wisconsin, succédant à Richard Graber. En 2009, il devient directeur des services juridiques (general counsel) du Comité national républicain, tout en conservant la présidence du parti d'État. Il démissionne de son poste de directeur en 2010 pour préparer sa campagne pour la présidence du Comité national républicain.

#### Président du Comité national républicain
En 2011, il présente sa candidature à la présidence du Comité national républicain pour remplacer Michael S. Steele. Il est élu au septième tour de scrutin.
| Candidat          | 1er tour | 2e tour | 3e tour | 4e tour | 5e tour | 6e tour | 7e tour |
| ----------------- | -------- | ------- | ------- | ------- | ------- | ------- | ------- |
| Reince Priebus    | 45 voix  | 52 voix | 54 voix | 58 voix | 67 voix | 80 voix | 97 voix |
| Saul Anuzis       | 24 voix  | 22 voix | 21 voix | 24 voix | 32 voix | 37 voix | 28 voix |
| Maria Cino        | 32 voix  | 30 voix | 28 voix | 29 voix | 40 voix | 34 voix | 43 voix |
| Ann Wagner        | 23 voix  | 27 voix | 32 voix | 28 voix | 28 voix | 17 voix | retrait |
| Michael S. Steele | 44 voix  | 37 voix | 33 voix | 28 voix | retrait | −       | −       |

Priebus est candidat à sa succession en janvier 2013. Sans adversaire, il est réélu à la quasi-unanimité pour un second mandat le 25 janvier.

#### Chef de cabinet de la Maison-Blanche
Le 13 novembre 2016, le président élu des États-Unis Donald Trump annonce qu'il l'a choisi pour occuper le poste de chef de cabinet de la Maison-Blanche. Étant donné la proximité de Priebus avec le speaker Paul Ryan, cette nomination est perçue comme une volonté du futur chef de l'État de coopérer étroitement avec le Congrès à majorité républicaine. Il entre en fonction le 20 janvier 2017.
Le 28 juillet 2017, le président Donald Trump le limoge et le remplace par le secrétaire à la Sécurité intérieure John F. Kelly.